# 경아의 사생활
경아의 사생활은 1983년 공개된 대한민국의 영화이다.

## 배역
- 최정민[1]
- 이영하[2]
- 전운
- 사미자